# Géographie de la Gironde
Le département de la Gironde s'étend de 44°10' à 45°35' de la latitude Nord et de 1°20' Ouest à 0°29' de longitude Est. Le département est donc traversé par le méridien de Greenwich, référence du temps universel.
Le département de la Gironde appartient au grand ensemble sédimentaire du Bassin aquitain.
Il s'étend sur près de 170 km du Nord au Sud et sur près de 120 km d'Ouest en Est. La Gironde couvre une superficie de 10 000,14 km2 et forme donc le département le plus étendu de France métropolitaine.
À l'Ouest, elle est partie intégrante de la forêt des Landes qui débouche sur une côte rectiligne et sableuse de 140 km baignée par l'océan Atlantique. Au Nord, elle est entourée par le pays charentais, à l'Est par le Périgord et l'Agenais, et au Sud enfin par la Grande Lande, dans le département des Landes.
Le département de la Gironde culmine au somment de la colline de Samazeuilh sur la commune de Cours-les-Bains, au sud-est du département, à la limite avec le Lot-et-Garonne à 167 m d'altitude.

Paysages de la Gironde :
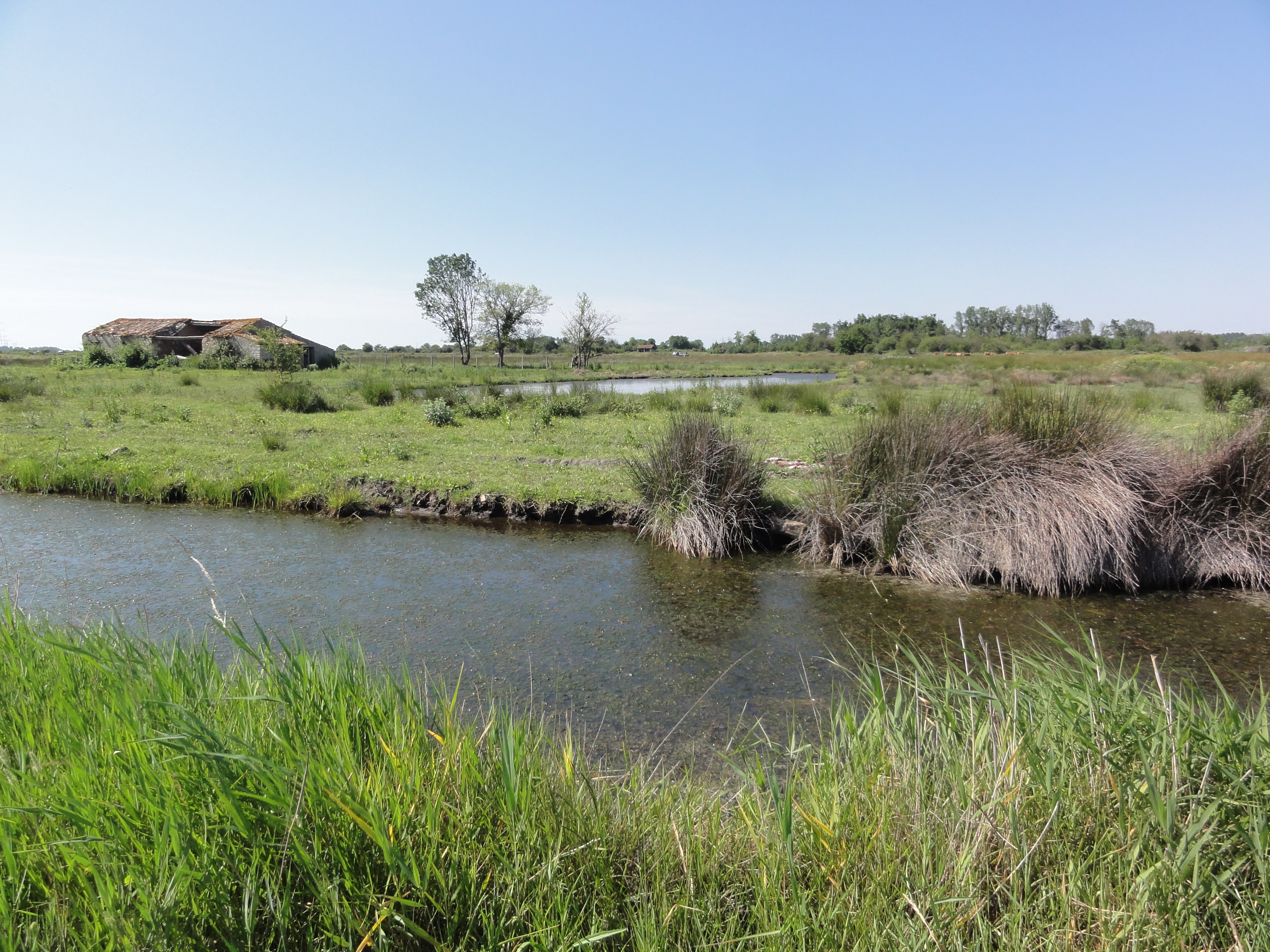
Marais de Braud-et-Saint-Louis, au nord.
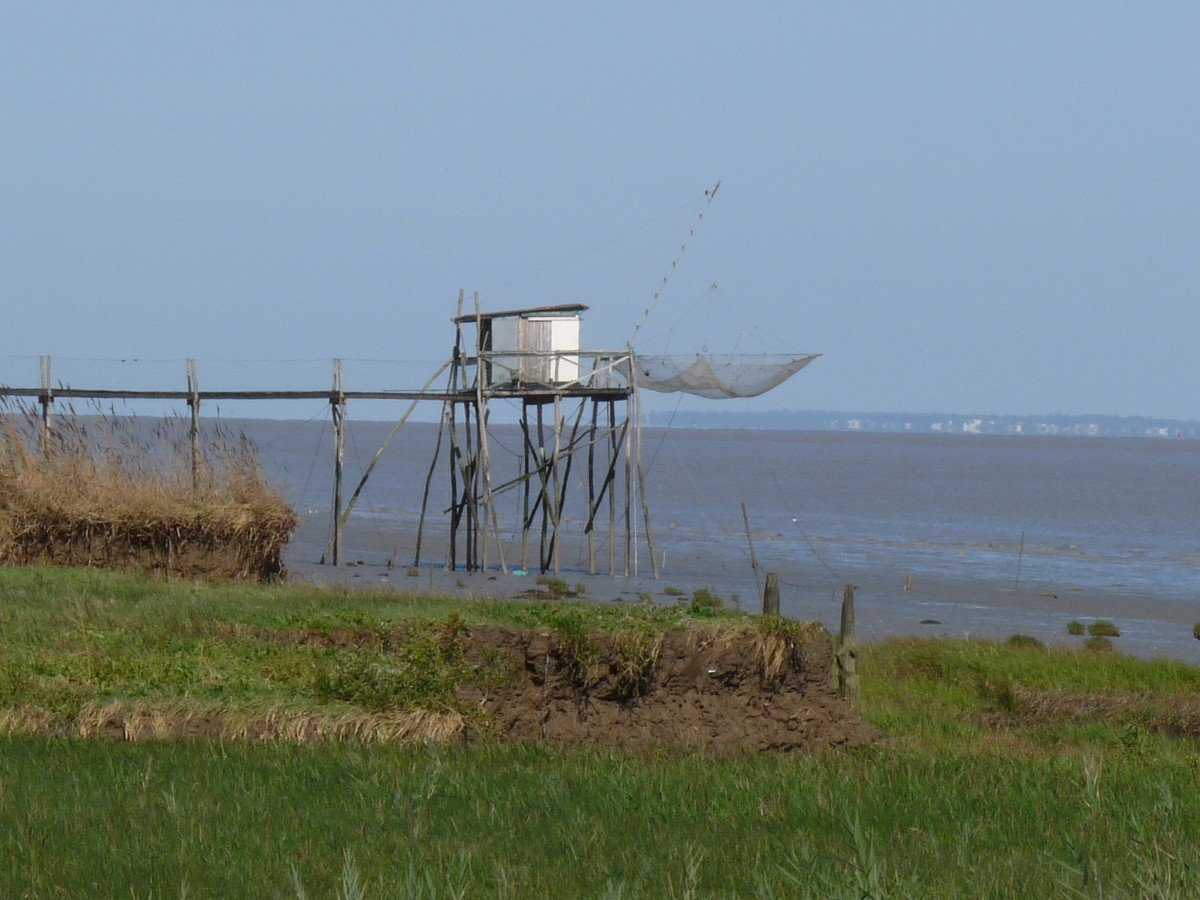
Carrelet de Saint-Christoly-Médoc. Au loin les falaises de Meschers-sur-Gironde, au nord.
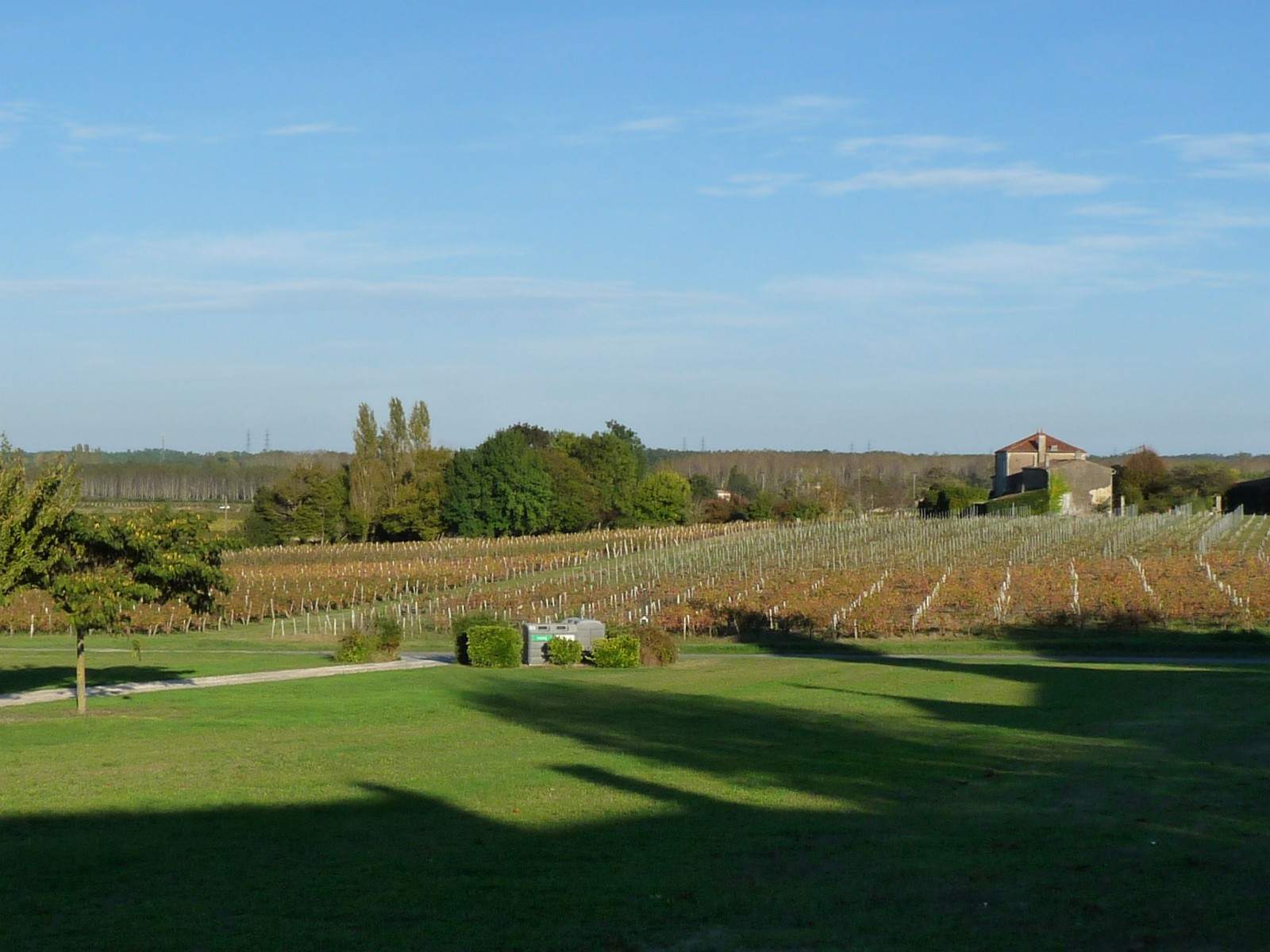
Vigoble de Eyrans, au nord.
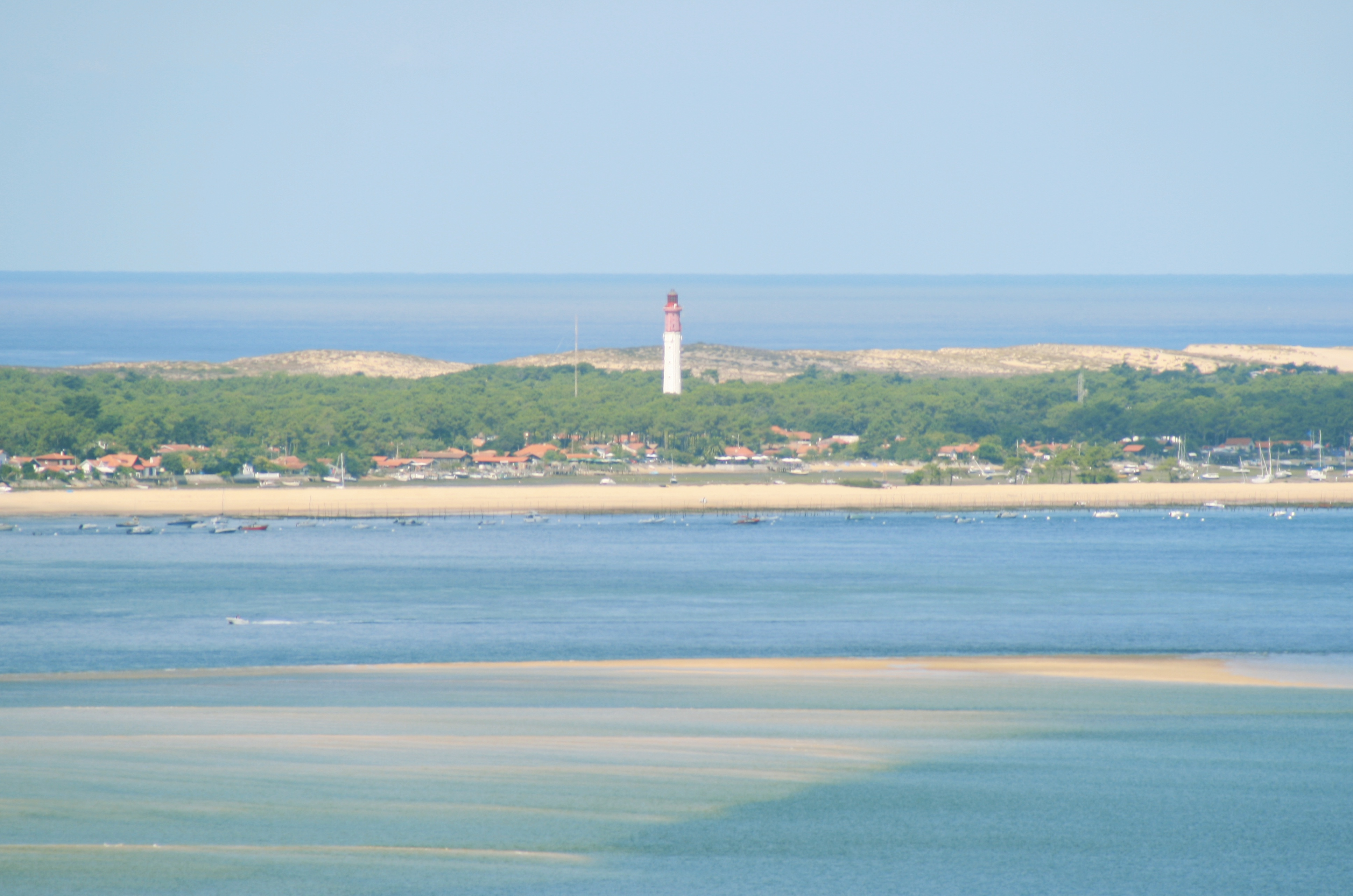
Le Cap-Ferret dans le sud-ouest.